# Эмбецу
Эмбецу (яп. 遠別町 Эмбэцу-тё:) — посёлок в Японии, находящийся в уезде Тесио округа Румои губернаторства Хоккайдо. Площадь посёлка составляет 590,86 км², население — 2911 человек (30 июня 2014), плотность населения — 4,93 чел./км².

## Географическое положение
Посёлок расположен на острове Хоккайдо в губернаторстве Хоккайдо. С ним граничат посёлки Тесио, Хаборо, Накагава, Хороканай и село Сёсамбецу.

## Население
Население посёлка составляет 2911 человек (30 июня 2014), а плотность — 4,93 чел./км². Изменение численности населения с 1980 по 2005 годы:
| 1980 | 5375 чел. |  |
| 1985 | 4900 чел. |  |
| 1990 | 4414 чел. |  |
| 1995 | 3912 чел. |  |
| 2000 | 3683 чел. |  |
| 2005 | 3421 чел. |  |

## Символика
Деревом посёлка считается берёза плосколистная, цветком — рододендрон.